# Umgemeindung
Eine Umgemeindung ist der Wechsel der Zugehörigkeit eines Gebietes von einer Gemeinde zu einer anderen. 
Im Gegensatz zur Eingemeindung, bei der eine Gemeinde mit ihrem gesamten Gebiet in einer anderen Gemeinde aufgeht, bleiben bei der Umgemeindung die beteiligten Gemeinden bestehen; lediglich ein Teil des Gemeindegebietes wechselt seine Zugehörigkeit.
Solche Gebietsänderungen können in der Bundesrepublik Deutschland je nach Gemeindeordnung oder Kommunalverfassung des Landes durch Gebietsänderungsvertrag zwischen den Gemeinden, durch Gesetz oder durch Entscheidung des Innenministeriums des Landes vorgenommen werden.